# Murr (Gemeinde)

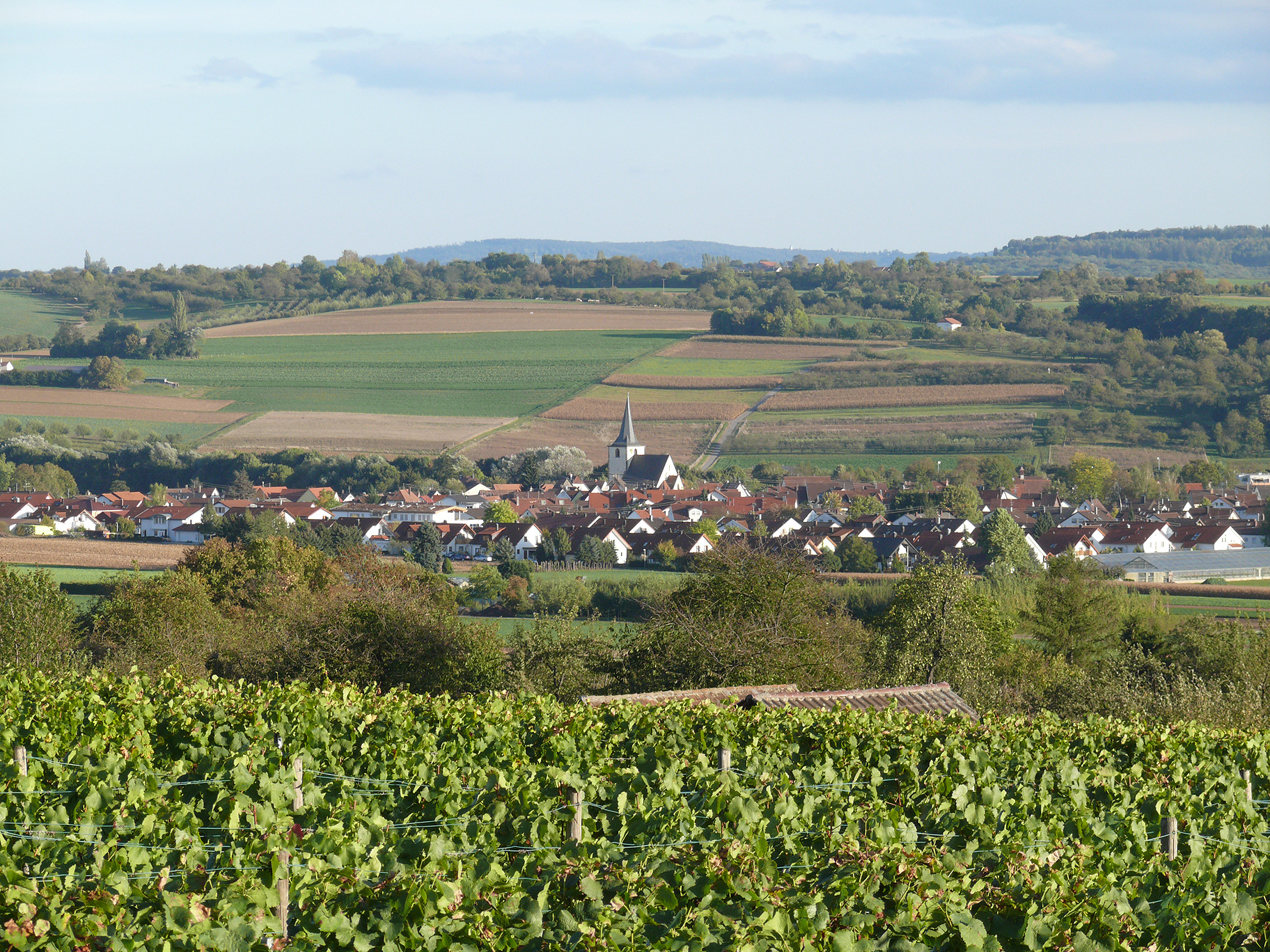
Murr liegt zwischen Hügeln mit Feldern und Weinbergen

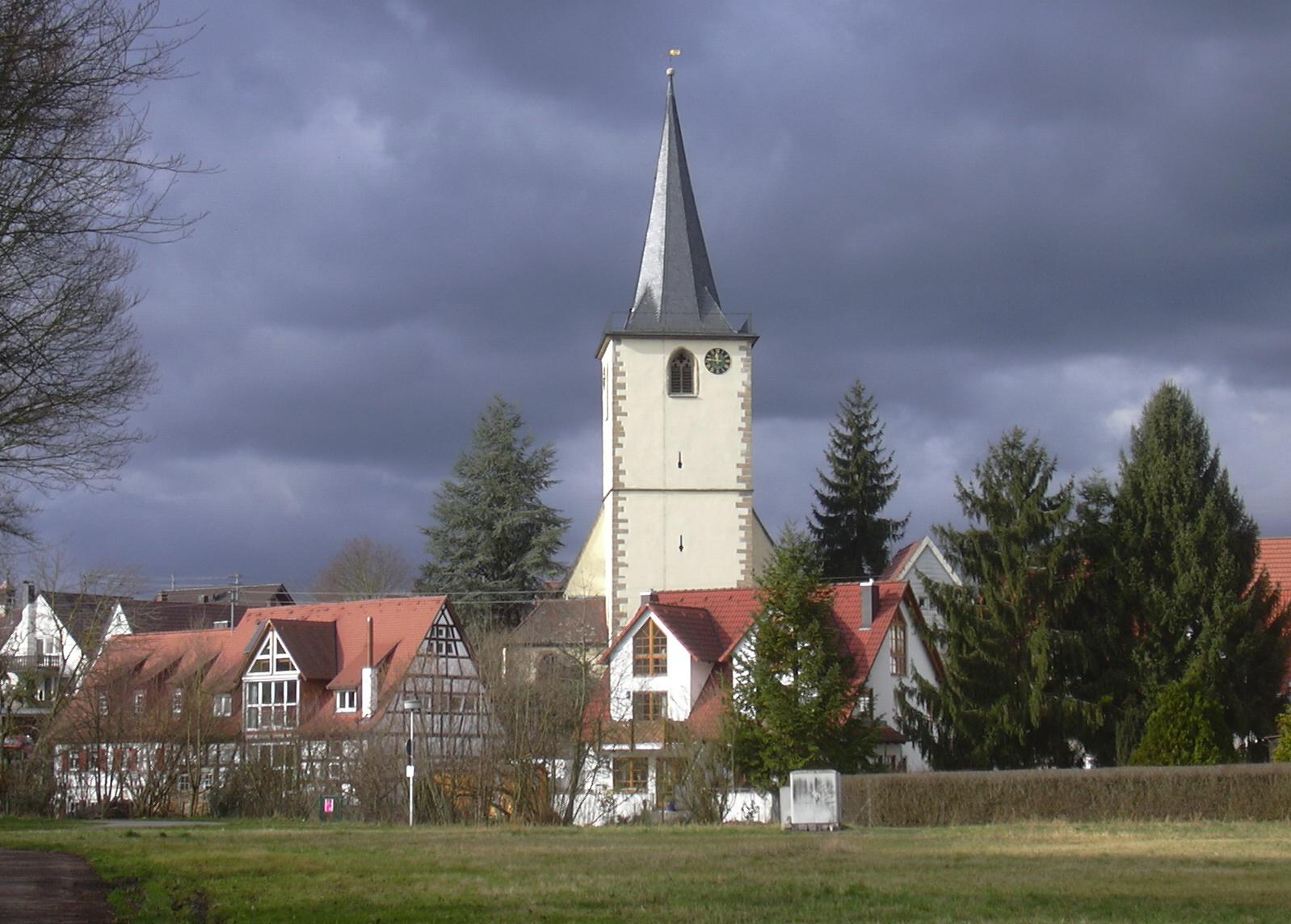
Der Ortskern mit Peterskirche, von der Murr her gesehen

Murr ist eine Gemeinde im Landkreis Ludwigsburg in Baden-Württemberg. Sie gehört zur Region Stuttgart (bis 1992 Region Mittlerer Neckar) und zur europäischen Metropolregion Stuttgart.

## Geographie

### Geographische Lage
Murr liegt im Naturraum Neckarbecken in 196 bis 261 Meter Höhe an der Murr, zwei Kilometer vor deren Mündung in den Neckar und etwa zwölf Kilometer nördlich von der Kreisstadt Ludwigsburg entfernt. Eine unbewohnte Exklave im Hardtwald bei Rielingshausen wird dem Naturraum Schwäbisch-Fränkische Waldberge zugerechnet.

### Nachbargemeinden
Nachbargemeinden sind im Westen Pleidelsheim, Marbach im Süden und Benningen am Neckar im Südwesten, sowie Steinheim an der Murr im Osten, das unmittelbar in das Gemeindegebiet von Murr übergeht.

### Gemeindegliederung
Zu Murr gehören der Ort Murr und das Gehöft Sonnenhof.

### Flächenaufteilung
Nach Daten des Statistischen Landesamtes, Stand 2014.

## Geschichte

### Ortsgeschichte
Das untere Murrtal, und damit auch das Gebiet der Gemeinde Murr, ist schon seit Jahrtausenden besiedelt. Erste Bodenfunde stammen aus der Jungsteinzeit und reichen bis zur Römerzeit. Ein römischer Weihestein bezeugt um 200 n. Chr. erstmals die „Dorfbewohner an der Murr“. Der heutige Ort geht auf eine alamannische Siedlung zurück und wird urkundlich erstmals 972 genannt. Im 13. Jahrhundert war Murr Sitz eines bischöflich-speyerischen Landkapitels und kam 1302 an Württemberg.
Murr, das vom 15. Jahrhundert an zum Amt Marbach gehörte, war neben Marbach und Steinheim Sitz des letztmals 1839 tagenden Hardtgerichts. Von 1517 bis 1871 wurde Scheiterholz aus dem Schwäbisch-Fränkischen Wald auf der Murr bis zur früheren Floßbrücke geflößt, wo sich ein großer Lagerplatz befand.
Bei der Umsetzung der neuen Verwaltungsgliederung im 1806 gegründeten Königreich Württemberg blieb Murr dem Oberamt Marbach zugeordnet.
Bis ins 20. Jahrhundert war Murr ein landwirtschaftlich geprägter Ort mit Straßendorfcharakter an der alten Überlandstraße von Ludwigsburg durch das Bottwartal nach Heilbronn.
Die Verwaltungsreform während der NS-Zeit in Württemberg führte 1938 zur Zugehörigkeit zum Landkreis Ludwigsburg. Da Murr nach dem Zweiten Weltkrieg Teil der Amerikanischen Besatzungszone geworden war, gehörte der Ort somit seit 1945 zum neu gegründeten Land Württemberg-Baden, das 1952 im jetzigen Bundesland Baden-Württemberg aufging.

### Religionen
Seit Einführung der Reformation in Württemberg ist auch Murr protestantisch geprägt. So gibt es auch heute noch eine evangelische Gemeinde im Ort, während die Katholiken zum Gottesdienst nach Steinheim an der Murr fahren müssen.

### Einwohnerentwicklung
Einwohnerzahlen nach dem jeweiligen Gebietsstand. Die Zahlen sind Volkszählungsergebnisse (¹) oder amtliche Fortschreibungen des Statistischen Landesamtes Baden-Württemberg (nur Hauptwohnsitze).
| Jahr                | Einwohner |
| ------------------- | --------- |
| 1. Dezember 1871¹   | 870       |
| 1. Dezember 1880¹   | 912       |
| 1. Dezember 1890¹   | 967       |
| 1. Dezember 1900¹   | 953       |
| 1. Dezember 1910¹   | 1.028     |
| 16. Juni 1925¹      | 1.157     |
| 16. Juni 1933¹      | 1.188     |
| 17. Mai 1939¹       | 1.269     |
| 13. September 1950¹ | 1.835     |
| 6. Juni 1961¹       | 2.199     |

| Jahr              | Einwohner |
| ----------------- | --------- |
| 27. Mai 1970¹     | 2.855     |
| 31. Dezember 1980 | 4.257     |
| 25. Mai 1987¹     | 4.364     |
| 31. Dezember 1990 | 4.660     |
| 31. Dezember 1995 | 5.296     |
| 31. Dezember 2000 | 5.823     |
| 31. Dezember 2005 | 6.069     |
| 31. Dezember 2010 | 6.201     |
| 31. Dezember 2015 | 6.413     |
| 31. Dezember 2020 | 6.745     |

## Politik

### Gemeinderat
Der Gemeinderat in Murr besteht aus den 14 gewählten ehrenamtlichen Gemeinderäten und dem Bürgermeister als Vorsitzendem. Der Bürgermeister ist im Gemeinderat stimmberechtigt.
Die Kommunalwahl am 9. Juni 2024 führte zu folgendem Ergebnis. 
| Parteien und Wählergemeinschaften | Parteien und Wählergemeinschaften           | % 2024  | Sitze 2024 | % 2019  | Sitze 2019 | Kommunalwahl 2024 %50403020100 40,47 % (+6,32 %p)30,87 % (+4,14 %p)17,75 % (−3,55 %p)10,92 % (−6,90 %p) FWCDUSPDGrüne20192024 |
| FW                                | Freie Wählervereinigung Murr                | 40,47   | 6          | 34,15   | 5          | Kommunalwahl 2024 %50403020100 40,47 % (+6,32 %p)30,87 % (+4,14 %p)17,75 % (−3,55 %p)10,92 % (−6,90 %p) FWCDUSPDGrüne20192024 |
| CDU                               | Christlich Demokratische Union Deutschlands | 30,87   | 4          | 26,73   | 4          | Kommunalwahl 2024 %50403020100 40,47 % (+6,32 %p)30,87 % (+4,14 %p)17,75 % (−3,55 %p)10,92 % (−6,90 %p) FWCDUSPDGrüne20192024 |
| SPD                               | Sozialdemokratische Partei Deutschlands     | 17,75   | 2          | 21,30   | 3          | Kommunalwahl 2024 %50403020100 40,47 % (+6,32 %p)30,87 % (+4,14 %p)17,75 % (−3,55 %p)10,92 % (−6,90 %p) FWCDUSPDGrüne20192024 |
| GRÜNE                             | Bündnis 90/Die Grünen                       | 10,92   | 2          | 17,82   | 2          | Kommunalwahl 2024 %50403020100 40,47 % (+6,32 %p)30,87 % (+4,14 %p)17,75 % (−3,55 %p)10,92 % (−6,90 %p) FWCDUSPDGrüne20192024 |
| gesamt                            | gesamt                                      | 100,0   | 14         | 100,0   | 14         | Kommunalwahl 2024 %50403020100 40,47 % (+6,32 %p)30,87 % (+4,14 %p)17,75 % (−3,55 %p)10,92 % (−6,90 %p) FWCDUSPDGrüne20192024 |
| Wahlbeteiligung                   | Wahlbeteiligung                             | 66,50 % | 66,50 %    | 67,28 % | 67,28 %    | Kommunalwahl 2024 %50403020100 40,47 % (+6,32 %p)30,87 % (+4,14 %p)17,75 % (−3,55 %p)10,92 % (−6,90 %p) FWCDUSPDGrüne20192024 |

### Bürgermeister
Torsten Bartzsch (parteilos) ist seit 1. Juli 2012 Bürgermeister der Gemeinde Murr. Er wurde am 22. April 2012 im ersten Wahlgang mit 72,26 % der Stimmen gewählt und am 26. April 2020 mit 95,36 % der Stimmen im Amt bestätigt. Sein Vorgänger war Manfred Hollenbach (CDU), der von 1972 bis 2012 als Bürgermeister amtierte.

### Wappen und Flagge
Das Gemeindewappen ist unter goldenem Schildhaupt, darin eine schwarze Hirschstange, von Gold und Rot gespalten, vorne ein roter Kelch, hinten ein aufgerichtetes goldenes Hifthorn mit zur Spaltung weisender grüner Fessel. Die Gemeindeflagge ist rot-gelb und wurde am 18. April 1980 verliehen.

## Wirtschaft und Infrastruktur
Landwirtschaft und Weinbau waren bis zum Beginn des 20. Jahrhunderts die Haupterwerbsquellen. Die Lagen gehören zur Großlage Schalkstein im Bereich Württembergisch Unterland des Weinbaugebietes Württemberg. Heute bewirtschaften nur noch wenige Landwirte etwa 400 ha Fläche. Jedoch hat die Gärtnerei, bedingt durch die Nähe zu den großen Absatzmärkten des mittleren Neckarraums, eine gewisse Bedeutung erlangt.
Waren es in den 1950er Jahren nur wenige Handwerks- und Industriebetriebe die Arbeit am Ort boten, so hat sich deren Zahl stark vergrößert. Heute sind nahezu alle Branchen in einem rund 30 ha großen Industriegebiet in Autobahnnähe vertreten: Vom Fertighausbau bis zum Maschinenbau; etwa 2000 Arbeitsplätze gibt es in Murr.

### Verkehr

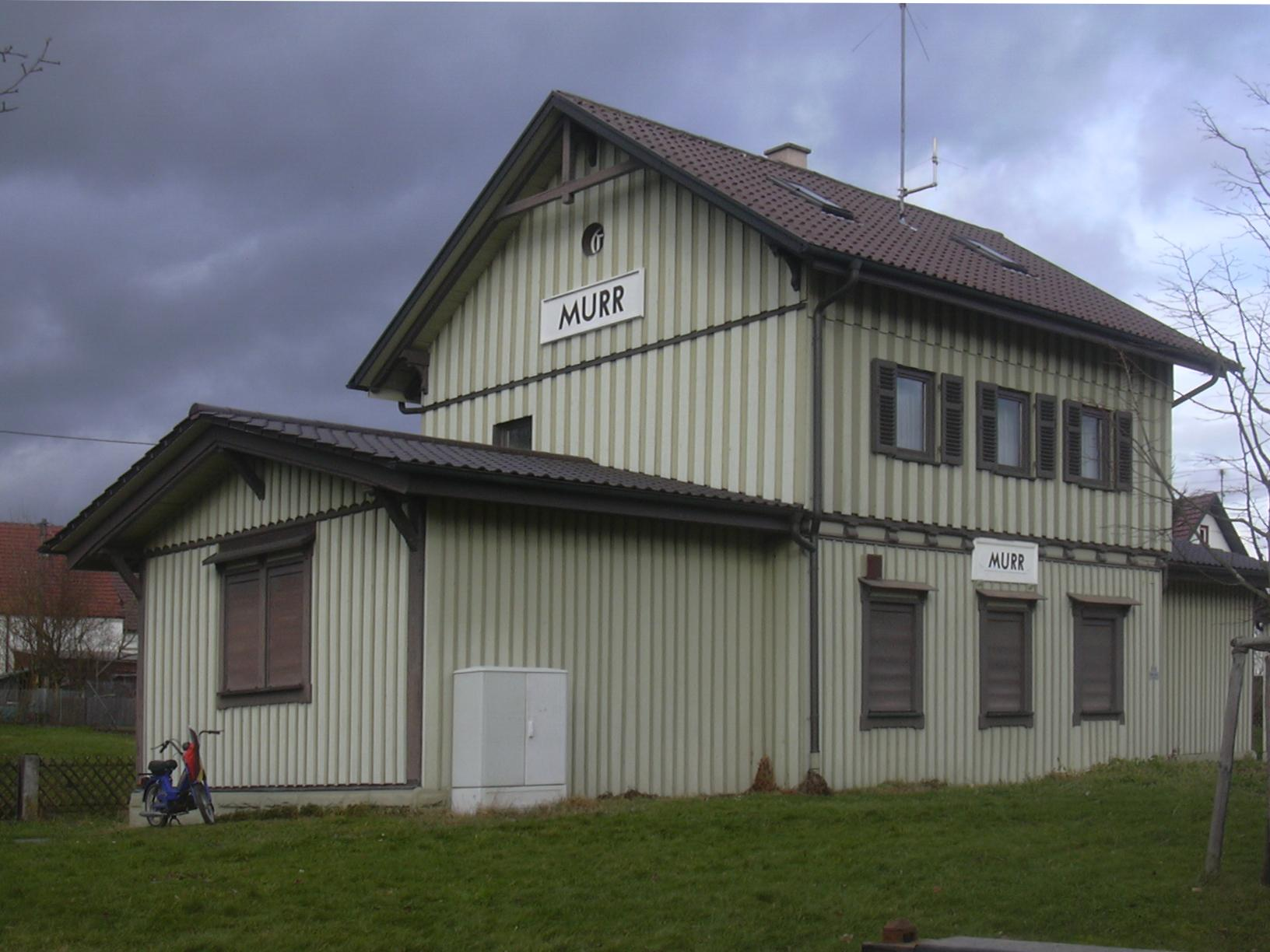
Altes Empfangsgebäude des Bahnhofs in Murr

Murr ist durch die drei Kilometer entfernte Anschlussstelle Pleidelsheim der Bundesautobahn 81 gut an das überregionale Straßennetz angebunden.
Der nächste Bahnhof (mit der Linie S 4 der S-Bahn Stuttgart) befindet sich im vier Kilometer entfernten Marbach, wohin es eine Busverbindung (Linie 460) gibt.
Bis 1990 hatte Murr einen Bahnhof an der bis 1968 schmalspurigen Bottwartalbahn von Marbach nach Heilbronn Süd. Im Sommer 1968 wurde das Teilstück von Marbach nach Steinheim auf Normalspur umgespurt, und der Personenverkehr eingestellt. Lediglich Güterzüge und Sonderzüge fuhren noch auf der Strecke. Beim Empfangsgebäude handelt es sich um einen nachträglich aufgestockten württembergischen Einheitsbahnhof vom Typ I.
Am Ort vorbei führt der Stromberg-Murrtal-Radweg durch das Gemeindegebiet. Er führt von Karlsruhe nach Gaildorf und verbindet damit den Rheinradweg mit dem Kocher-Jagst-Radweg. Er verläuft dabei von Marbacher Neckarufer nach Murr und weiter an Steinheim an der Murr vorbei und über Kirchberg an der Murr nach Backnang. Außerdem verläuft der Württemberger Weinradweg durch Murr. Er führt von Rottenburg am Neckar nach Niederstetten und verläuft dabei von Marbach kommend in die Gemeinde und weiter über Steinheim und Großbottwar nach Oberstenfeld, zum Teil auf der Trasse der ehemaligen Bottwartalbahn.

### Öffentliche Einrichtungen
Es gibt ein Alten- und Pflegeheim der kreiseigenen Kleeblatt Pflegeheime.

### Bildung
Murr verfügt über eine eigene Grundschule und drei Kindergärten.

### Ver- und Entsorgung
Das Strom- und Gasnetz in der Gemeinde wird von der Syna GmbH betrieben. Das Trinkwasser stammt zum Teil aus zwei Tiefbrunnen im Murrtal und zum Teil aus Fremdwasser, das von der Landeswasserversorgung bezogen wird. Der Zweckverband Gruppenklärwerk Häldenmühle ist zuständig für die Abwasserreinigung in Murr sowie für Marbach, Steinheim, Großbottwar, Erdmannhausen und Benningen. Die Abfallentsorgung wird von der Abfallverwertungsgesellschaft des Landkreises Ludwigsburg mbH (AVL) übernommen, einer 100%igen Tochtergesellschaft des Landkreises Ludwigsburg. Die AVL ist beauftragt, die Aufgaben zur Vermeidung, Verwertung und Beseitigung von Abfällen im Auftrag des Landkreises Ludwigsburg zu erfüllen.

## Personen in Verbindung mit der Gemeinde
- Julius Hermann (1857–1933), Pädagoge und Amateurentomologe, lebte und arbeitete in Murr, 1929 zum Ehrenbürger ernannt
- Eugen Heller (1862–1939), in Murr geborener Geschäftsmann und Stiftungsgründer
- Marcus Ziegler (* 1973), ehemaliger Fußball-Bundesligaspieler (VfB Stuttgart)
- Tayfun Tok (* 1986), deutscher Politiker und Abgeordneter im Landtag von Baden-Württemberg